# Papaipema imperspicua
Papaipema imperspicua là một loài bướm đêm trong họ Noctuidae.